# 9104 Matsuo
9104 Matsuo è un asteroide della fascia principale. Scoperto nel 1996, presenta un'orbita caratterizzata da un semiasse maggiore pari a 2,7857615 UA e da un'eccentricità di 0,1610920, inclinata di 8,52547° rispetto all'eclittica.